# Dolina z oraczem widzianym z góry
Dolina z oraczem widzianym z góry (hol. Landschap met een huis en een ploeger in vogelvlucht gezien, ang. Valley with Ploughman Seen from Above) – obraz Vincenta van Gogha namalowany w grudniu 1889 podczas pobytu artysty w miejscowości Saint-Rémy.
Nr kat.: F 727, JH 1877.

## Opis i historia
Kolorystyka malowidła i charakter sceny wskazuje, iż powstał on jesienią, w czasie, kiedy Van Gogh malował nie tylko na terenie szpitala, w którym się leczył, ale i poza nim. Obraz jest studium z natury i zdradza zamiłowanie artysty do malarstwa japońskiego; wyrazem tego jest przedstawienie sceny malowidła niemal z lotu ptaka i pod kątem, co nadaje jej niezwykłego charakteru. Jej dynamizm z kolei, obcy malarstwu pejzażowemu Japonii, świadczy o indywidualnym podejściu artysty do tematu. Wewnętrzna energia, którą pulsuje obraz, została osiągnięta poprzez skośne i przecinające się granice pól uprawnych i zaoranych bruzd, kontury dachów i rząd cyprysów.
W latach 20. XX w. obraz znalazł się w kolekcji niemieckiego przemysłowca Otto Krebsa (1873–1941). Uważany za zaginiony po II wojnie światowej pojawił się w 1995 w muzeum Ermitażu na wystawie ukazującej dzieła sztuki zagrabione przez Związek Radziecki pod koniec II wojny światowej. Kolekcja obejmowała 74 obrazy, w tym dzieła sztuki pędzla Degasa, Van Gogha (4 obrazy), Gauguina (2), Moneta (6), Cezanne’a (7), Picassa i Toulouse-Lautreca, należące przed wojną do niemieckich kolekcji prywatnych, głównie Otto Krebsa.
W 1996 muzeum Ermitażu zaczęło regularnie publikować materiały na temat dzieł zabranych po II wojnie światowej z Niemiec do ZSRR i trzymanych w muzeum przez ponad 50 lat. Rozpoczęto również prezentowanie zbiorów, poprzednio niedostępnych dla ogółu.